# 深圳坪山综合保税区
深圳坪山综合保税区是位于中国广东省深圳市的一个工业区，今坪山区的前身。

## 历史沿革
1994年7月，深圳市人民政府设置深圳市大工业区，又名深圳出口加工区，当时位于龙岗区的坪山镇和坑梓镇。园区内有台商工业园、深圳出口加工区。其中，深圳出口加工区是中国国务院于2000年4月批准的首批15个出口加工区之一。2001年时，园区规划面积174.4平方公里，是当时深圳最大的开发区。行政管理机构为深圳市大工业区管理委员会。同时也曾为龙岗区的一个类似乡级单位。
2009年6月，以坪山街道、坑梓街道和新置坪山新区。与光明新区类似，深圳市大工业区管理委员会更名为深圳市坪山新区管理委员会。坪山新区在2016年又更名为坪山区。2020年5月，深圳出口加工区改置深圳坪山综合保税区。